# Jarmo
Jarmo (Qal'at Jarmo, Koerdisch: Çermo) is een neolithische site aan de voet van het Zagrosgebergte in Irak. Het ligt op een hoogte van 800 m boven zeeniveau in een gordel van eiken- en pistachebossen. Uit opgravingen bleek dat Jarmo een agrarische gemeenschap was die teruggaat tot 7090 v.Chr. Dit was min of meer gelijktijdig met andere belangrijke neolithische vindplaatsen als Jericho in de zuidelijke Levant en Çatal Hüyük in Anatolië.

## Ontdekking en opgraving
De site werd oorspronkelijk ontdekt door het Iraakse Directoraat van Oudheden in 1940. 
De archeoloog Robert Braidwood van het Oriental Institute van Chicago werkte er drie seizoenen als onderdeel van het Iraq-Jarmo-programma, in 1948, 1950-1951 en 1954-1955. Een vierde campagne, die in 1958-59 zou worden uitgevoerd, kwam niet tot stand vanwege de militaire staatsgreep van 14 juli. 
Tijdens de opgravingen in 1954-55 gebruikte Braidwood voor het eerst een multidisciplinaire aanpak, in een poging de onderzoeksmethoden te verfijnen en de oorsprong van de domesticatie van planten en dieren te verduidelijken. Onder zijn team bevonden zich een geoloog, Herbert Wright, een paleo-botanicus, Hans Helbaek, een expert in aardewerk en radiokoolstofdatering, Frederic Mason, en een zoöloog, Charles Reed, naast meerdere archeologen. 

## Nederzetting
De opgravingen legden een klein dorp met een oppervlakte van 12.000 tot 16.000 m² bloot, dat werd gedateerd van 7.090 v.Chr. voor de oudste niveaus, tot 4.950 v.Chr. voor de meest recente. De hele site bestaat uit twaalf niveaus. Jarmo lijkt uit twee  permanente neolithische nederzettingen te bestaan die ongeveer gelijktijdig met Jericho of het laatste, neolithische stadium van Shanidar waren. 
Het hoogtepunt lag waarschijnlijk tussen 6.200 en 5.800 v.Chr. Dit kleine dorp bestond uit zo'n vijfentwintig huizen, met leemstenen muren en zongedroogde lemen daken, die rustten op stenen funderingen, met een eenvoudige plattegrond uit de aarde gegraven. Deze woningen werden veelvuldig gerepareerd of verbouwd. In totaal woonden er ongeveer 150 mensen in het dorp, dat duidelijk een permanente nederzetting was. In de oudere fasen is er een overwicht van stenen werktuigen van vuursteen en obsidiaan. Het gebruik van dit laatste materiaal, over een afstand van 300 km uit het gebied van het Vanmeer afkomstig, suggereert dat er al een vorm van georganiseerde handel bestond, evenals de aanwezigheid van sierschelpen uit de Perzische Golf. In de oudste lagen werden met pek waterdicht gemaakte manden gevonden.

## Landbouw en veeteelt
De landbouwactiviteit blijkt uit de aanwezigheid van stenen sikkels, snijders, schalen en andere voorwerpen voor het oogsten, bereiden en bewaren van voedsel, en uit vaatwerk van gedecoreerd marmer. In de latere fasen zijn werktuigen van been gevonden, in het bijzonder perforatiegereedschap, knopen en lepels. Verder onderzoek heeft aangetoond dat de dorpelingen van Jarmo twee soorten tarwe verbouwden, emmer en eenkoren, een soort primitieve gerst en linzen. Tot hun dieet en dat van hun dieren behoorden ook verscheidene soorten wilde planten, erwten, eikels, johannesbroodzaden, pistachenoten en wilde tarwe. Slakkenhuizen zijn ook in overvloed gevonden. Er zijn aanwijzingen dat ze gedomesticeerde geiten, schapen en honden bezaten. In de latere lagen zijn varkens gevonden, samen met de eerste bewijzen van aardewerk.

## Aardewerk
Jarmo is een van de oudste locaties waar aardewerk is gevonden. Dit is aangetroffen in de meest recente opgravingsniveaus, die dateren uit het 7e millennium v.Chr. Dit aardewerk is handgevormd, eenvoudig van ontwerp en met dikke wanden. De klei werd gemagerd met plantaardig materiaal. 
Er zijn zoömorfe of antropomorfe kleifiguren gevonden, inclusief figuren van zwangere vrouwen die als vruchtbaarheidsgodinnen worden beschouwd, vergelijkbaar met beeldjes van latere neolithische culturen in dezelfde regio. 